# June Kovach
June Kovach (* 1932 in Chicago; † 30. Oktober 2010 in Zürich) war eine Schweizer Pianistin und Filmschaffende amerikanisch-ungarischer Herkunft. Ihre Filme wurden an renommierten Festivals gezeigt.

## Leben und Werk
June Kovach wuchs in Chicago und Los Angeles auf und absolvierte zunächst eine Ausbildung als Konzertpianistin. Von 1949 bis 1961 trat sie in Wien, Zürich, London, Amsterdam und Turin auf. 1961 gab sie ihre musikalische Karriere für den Film auf und arbeitete ab diesem Zeitpunkt überwiegend mit ihrem damaligen Mann Alexander J. Seiler. Als Regisseurin, Filmeditorin, Tonmeisterin und Mitautorin prägte sie den Jungen Schweizer Film mit. Beim Kurzfilm In wechselnden Gefällen, welcher 1963 an den Filmfestspielen von Cannes mit der Palme d’or für den besten Kurzfilm ausgezeichnet wurde, war sie für den Schnitt zuständig. Das Trio mit Alexander Seiler, Rob Gnant und ihr als Co-Autorin arbeitete an mehreren kurzformatigen Auftragsfilmen, bevor es den Dokumentarfilm Siamo italiani (1964) über die Situation italienischer Einwanderer in der Schweiz drehte.
June Kovachs Leben als Pianistin und die Wettbewerbe für junge Talente inspirierten das Trio zu einem zweiten Dokumentarfilm: Musikwettbewerb, der die verschiedenen Etappen des "Geneva International Music Competition" verfolgt. Er wurde 1968 an den Solothurner Filmtagen uraufgeführt und begeistert aufgenommen. Es folgten zwei weitere abendfüllende Dokumentarfilme in Co-Regie, ...Via Zürich (1967) und Fifteen (1968).
1974 drehte sie ihren ersten Solo-Film Wer einmal lügt oder Viktor und die Erziehung, gefolgt von Wollust oder Gutknechts Traum (1981), der je nach Quelle mit dem Titel Wollust oder Gutknechts Traum bezeichnet wird.
Die Vorarbeiten zum Film Honeyland wurden 1989 an den Solothurner Filmtagen in einer Ausstellung im Kunstmuseum Solothurn präsentiert: "Honeyland. Bilder von Stephane, Materialien zum Film von June Kovach". Mehr als zehn Jahre später stellte sie die Produktion fertig und ihr Film hatte 1995 an den Solothurner Filmtagen Premiere. Ihr letzter Film, Schwarze Blumen, wurde 2003 veröffentlicht.
June Kovach war auch im Bildungswesen engagiert. So bildete sie von 1995 bis 1996 für das BAKOM Medienschaffende aus und von 1998 bis 2002 arbeitete sie als Medienpädagogin für die Stiftung Märtplatz.
June Kovach und Alexander J. Seiler trennten sich im Jahr 1991.

## Filmografie
- 1964: Siamo italiani – Die Italiener – Dokumentarfilm, 86 Min. von June Kovach, Alexander J. Seiler und Rob Gnant[8][9]
- 1966: Im Lauf des Jahres
- 1967: Musikwettbewerb - Dokumentarfilm, 72 Min. von June Kovach, Alexander J. Seiler und Rob Gnant[10]
- 1967: …via Zürich – Dokumentarfilm, von June Kovach, Alexander J. Seiler und Rob Gnant
- 1968: Fifteen – Dokumentarfilm, 21 Min. von June Kovach, Alexander J. Seiler und Rob Gnant[11]
- 1974: Wer einmal lügt oder Viktor und die Erziehung – Dokumentarfilm, 68 Min.[12]
- 1981: Wollust oder Gutknechts Traum – 58 Min.[5]
- 1995: Honeyland – Dokumentarfilm[13]
- 2003: Schwarze Blumen – Gretlers Panoptikum